# Fântânele (okręg Marusza)
Fântânele (węg. Gyalakuta) – wieś w Rumunii, w okręgu Marusza, w gminie Fântânele. W 2011 roku liczyła 2164 mieszkańców.